# Denby Bottles
Denby Bottles – osada w Anglii, w hrabstwie Derbyshire. Leży 10,2 km od miasta Derby, 15,9 km od miasta Matlock i 190 km od Londynu. W 2015 miejscowość liczyła 1168 mieszkańców.